# Рік Мораніс
Фредерік Аллан (Рік) Мораніс (англ. Frederick Allan 'Rick' Moranis МФА: [məˈrænɪs]; нар. 18 квітня 1953) — канадський актор.

## Життєпис
Фредерік Алан Мораніс народився в єврейській родині в Торонто.
У 1970-х він працював (під ім'ям Рік Аллен) диск-жокеєм на різних радіостанціях в Торонто, включаючи CFTR, CKFH і CHUM-FM. Разом з Кеном Фінклменом вони створили відмінне комедійне радіошоу для канадської радіомовної корпорації.
Його акторська кар'єра почалася на телебаченні в 1977 році. Мораніс відомий як один з «братів Мак-Кензі» — парочки комічних персонажів (двох справжніх канадців), створених ним і Дейвом Томасом як протест проти націоналізації канадського телебачення, пізніше Мораніс і Томас були нагороджені Орденом Канади за вклад в культуру країни. «Брати Мак-Кензі» дебютували в кіно в 1983 році у фільмі «Дивне пиво» (1983). Як комедійний кіноактор Рік Мораніс відомий передусім завдяки фантастичним фільмам «Мисливці на привидів I—II» (1984—1989), пародії Мела Брукса на «Зоряні війни» — «Космічні яйця» (1987), кіноверсії «Флінтстоунів» (1994), а також серіалу про напівбожевільного винахідника Вейна Шалінського — першою у цьому циклі була стрічка «Люба, я зменшив дітей» (1989).

## Фільмографія
- 1983 — Дивне варево / Strange Brew
- 1984 — Вулиці у вогні / Streets of Fire
- 1984 — Мисливці на привидів / Ghostbusters
- 1985 — Мільйони Брюстера / Brewster's Millions
- 1986 — Маленька крамничка жахів / Little Shop of Horrors
- 1987 — Космічні яйця / Spaceballs
- 1989 — Батьківство / Parenthood
- 1989 — Мисливці на привидів 2 / Ghostbusters II
- 1989 — Люба, я зменшив дітей / Honey, I Shrunk the Kids
- 1990 — Мої блакитні небеса / My Blue Heaven
- 1992 — Люба, я збільшив дитину / Honey I Blew Up the Kid
- 1994 — Флінстоуни / The Flintstones
- 1994 — Люба, я зменшив аудиторію / Honey, I Shrunk the Audience!
- 1996 — Великі хлопці / Big Bully
- 1997 — Люба, ми зменшили себе / Honey, We Shrunk Ourselves
- 2003 — Братик ведмедик / Brother Bear
- 2006 — Братик ведмедик 2 / Brother Bear 2